# Marsala (esploratore)
Il Marsala è stato un esploratore della Regia Marina.

## Storia
Costruita nell'Arsenale di Castellammare di Stabia su progetto del generale del Genio navale Giuseppe Rota, la nave fu sin dal principio afflitta da seri problemi all'apparato motore, dovuti anche alla sua complessità. Durante le prove in mare sviluppò una velocità massima di 27,66 nodi, leggermente superiore a quella del capoclasse Bixio ma comunque più bassa rispetto ai 29 nodi previsti dal progetto.
All'inizio della prima guerra mondiale il Marsala aveva base a Brindisi, al comando del capitano di fregata Marchini. La nave faceva parte della IV Divisione navale (incrociatori corazzati San Giorgio, San Marco, Pisa ed Amalfi).
L'11 luglio 1915 il Marsala partecipò, in qualità di nave di bandiera dell'ammiraglio Millo, alle operazioni per lo sbarco e l'occupazione dell'isola di Pelagosa: in un primo momento l'esploratore, scortato dai cacciatorpediniere francesi Commandant Rivière, Bouclier, Bisson e Magon, fornì supporto all'incrociatore ausiliario Città di Palermo, il cui compito era trasportare e sbarcare il contingente destinato all'occupazione dell'isola; poi il Marsala appoggiò le unità francesi nel loro compito di ricognizione offensiva a Lissa e taglio del cavo telegrafico Lissa-Pelagosa.
Il 17 luglio il Marsala, insieme ai cacciatorpediniere francesi Riviére, Lieutenant Bory, Bouelie, Protet, Magon e Bisson, effettuò un'azione di bombardamento contro una batteria costiera a Loznica (Dalmazia) e delle installazioni militari (ferrovia costiera, rete telegrafica, rete telefonica ed altro) nei pressi di tale località. La missione, in concomitanza con un altro bombardamento effettuato dalla V Divisione navale, fu interrotta in seguito all'avvistamento – da parte delle navi della V Divisione – di sommergibili avversari (che ugualmente silurarono ed affondarono l'incrociatore corazzato Garibaldi sulla rotta di rientro).
Intorno al 25-26 febbraio 1916 il Marsala (al comando del capitano di fregata Conz) incrociò tra Cattaro, Valona e Brindisi insieme all'esploratore Quarto, alle corazzate Regina Elena e Napoli ed agli incrociatori britannici Weymouth e Liverpool a difesa delle operazioni di sgombero delle truppe italiane e serbe da Durazzo.
Il 25 giugno dello stesso anno la nave – il cui comandante era ora il capitano di fregata Gino Ducci – fece parte del gruppo di protezione a distanza (composto anche dai cacciatorpediniere Impavido, Insidioso, Irrequieto ed Audace) durante un attacco dei MAS 5 e 7 contro Durazzo: il risultato fu il grave danneggiamento del piroscafo Sarajevo (1111 tsl).
Durante il 1916 la nave subì inoltre la conversione di 12 delle 14 caldaie alla propulsione a nafta.
Nella notte tra il 14 ed il 15 maggio 1917 il Canale d'Otranto fu oggetto di un duplice attacco austroungarico volto sia a distruggere i drifters, pescherecci armati che pattugliavano lo sbarramento antisommergibile del Canale d'Otranto, sia, come azione diversiva, a distruggere un convoglio italiano diretto in Albania; alle 4.10 del 15 maggio, in seguito a notizie di tali attacchi, il Marsala fu fatto approntare insieme agli esploratori Aquila e Racchia, all'incrociatore leggero britannico Liverpool ed ai cacciatorpediniere Insidioso, Impavido ed Indomito. Alle 5.30 la formazione lasciò Brindisi insieme all'incrociatore leggero Dartmouth e ad altri due cacciatorpediniere, ed alle 7.45 furono avvistati i cacciatorpediniere austroungarici Csepel e Balaton. Alle 8.10, mentre i cacciatorpediniere e l'Aquila attaccavano le due navi avversarie, il Marsala, insieme a Racchia, Liverpool e Dartmouth, fece rotta su Cattaro per impedirne la ritirata. In seguito ad uno scontro cui parteciparono anche altre unità italiane ed austroungariche la battaglia si concluse con alcune unità danneggiate da entrambe le parti, ma nessun affondamento.
Nel 1919 il Marsala operò in Libia.
Nel dicembre 1920 il Marsala fu coinvolto negli eventi conseguenti l'occupazione dannunziana di Fiume. Numerosi legionari fiumani avevano occupato anche Zara e, temendo che in tale città si potessero ripetere gli eventi del Natale di sangue, pianificarono di catturare il Marsala (che era ormeggiato nel canale di Zara), usare le sue artiglierie come deterrente contro eventuali attacchi di truppe regolari italiane, imbarcare i legionari zaratini e trasferirli a Sebenico. Al piano avrebbero contribuito i sottocapi Maina, Rangone, Boni e Riccio, che avevano aderito alla causa fiumana. Nella notte tra il 25 ed il 26 dicembre 1920 il Marsala venne effettivamente catturato da 30 legionari capeggiati dal capitano Calavalle e dal tenente Grossi, ma l'esploratore si rivelò pressoché inutilizzabile ai loro fini: i cannoni, privi di otturatori, non potevano essere usati, mentre i problemi alle macchine impedivano la partenza. Dopo che all'unità si furono affiancati due cacciatorpediniere, i legionari dovettero arrendersi ed il Marsala tornò in mani italiane; l'equipaggio dell'esploratore catturò 27 dei legionari, che vennero poi sbarcati ad Ancona.
Successivamente il Marsala venne sottoposto a lavori di modifica in seguito ai quali imbarcò due cannoni Vickers Terni da 40/39 mm.
Causa il progressivo e grave deterioramento dell'apparato motore, l'esploratore venne nel 1927 e venduto per la demolizione.